# La Première Pluie
 (avril 2022).

La Première Pluie (en coréen  classique 草雨, ou 초우 en graphie vulgarisée) est un film coréen réalisé par Chŏng Chin-u, sorti en 1966,.
Témoignant de la « nouvelle sensibilité cinématographique » du réalisateur, il appartient au genre des films sur la jeunesse, particulièrement populaire dans la seconde moitié des années 1960, reflétant l'influence étrangère et parfois considéré comme une adaptation des films japonais tayozoku.

## Histoire
Une jeune domestique travaillant à Séoul dans la maison de l'ambassadeur de Corée en France rencontre un jeune mécanicien dans une boîte de nuit diffusant de la musique occidentale décadente. Par le hasard des quiproqui, les deux jeunes gens affichent alors des signes extérieurs de richesse (la jeune fille portant un ensemble pluvifuge à la mode prêté par sa patronne pour faire les courses par temps humide, tandis que le jeune homme conduit de grosses voitures pour de riches clients) et se méprennent sur leur condition sociale respective, chacun inventant un mensonge pour ne pas décevoir son partenaire potentiel.

## Distribution
- Shin Seong-il : Cheol-su, un jeune mécanicien
- Moon Hee : Young-hee, une jeune domestique
- Twist Kim : un ami et collègue de Cheol-su
- Jeon Gye-hyeon : une riche héritière entretenant Cheol-su en échange de ses faveurs
- Kim Jeong-ok : une commerçante voisine confrontée à des problèmes de qualité du charbon (symbolisant le caractère factice de des identités affichées des protagonistes)